# Belind Këlliçi

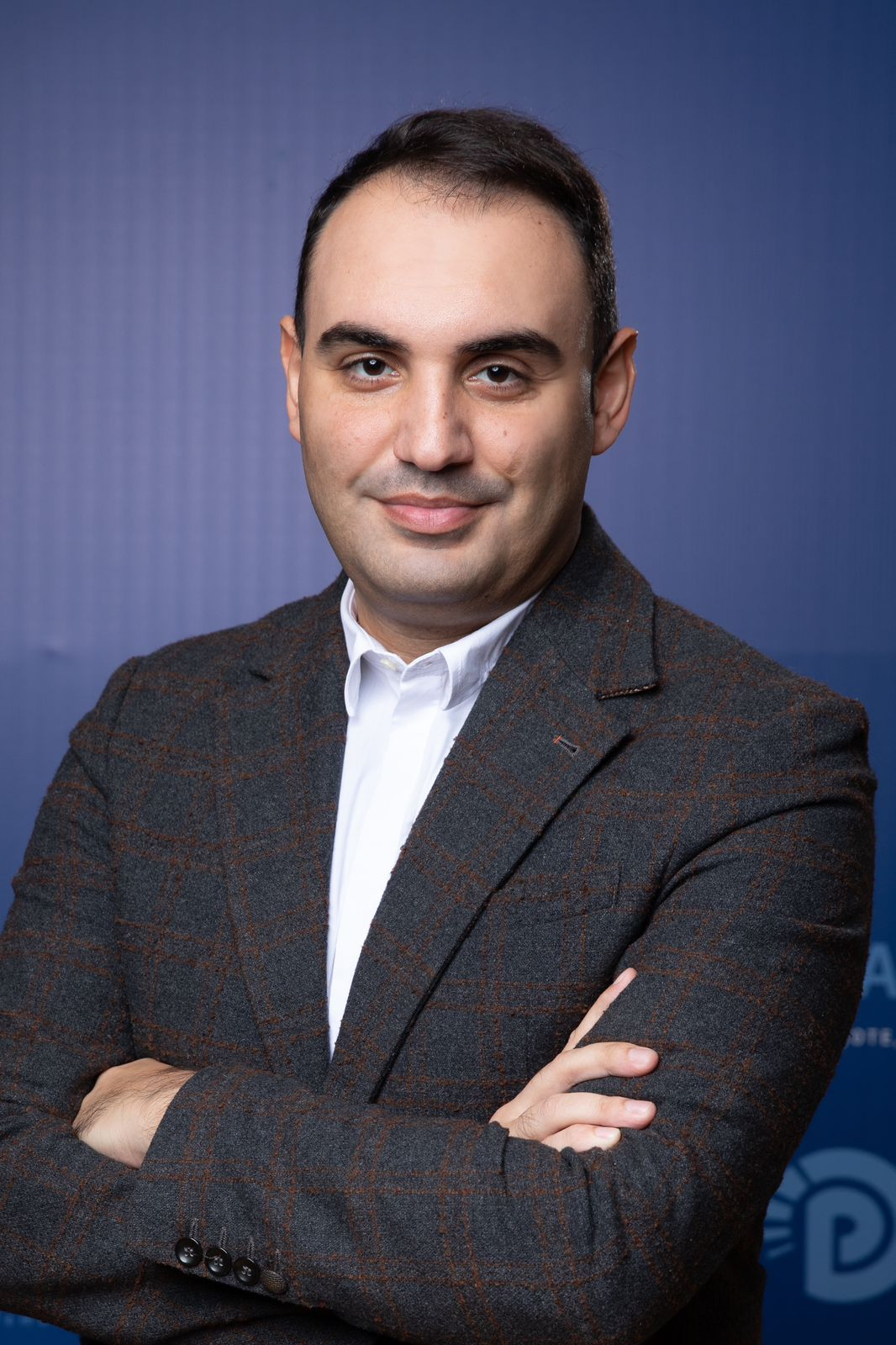
Belind Këlliçi (2022)

Belind Këlliçi (* 25. Januar 1987 in Tirana) ist ein albanischer Politiker der Partia Demokratike (PD). Seit dem 7. Dezember 2015 leitet er das Jugendforum der Partei, das Forumi Rinor i Partisë Demokratike (FRPD), womit er auch zum Parteipräsidium gehört.

## Leben
Belind Këlliçi studierte an der Coppin State University in Baltimore (USA) mit Schwerpunkt Managementwissenschaften. In der Partia Demokratike hatte Këlliçi mehrere Führungsrollen inne. So leitete er zum Beispiel ab November 2014 eines der 22 Departemente der Partei und gehörte somit dem Parteipräsidium an.
Këlliçi wurde zum Vorsitzenden des Jugendforums der Demokratischen Partei Albaniens gewählt, wobei eine albanische Partei für diesen Prozess zum ersten Mal jedem Mitglied eine Stimme zustand. Während seiner Amtszeit wurde die FRPD Mitglied der Jugend der Europäischen Volkspartei und der European Democrat Students.